# Chudleigh
Chudleigh est une ville d'Angleterre dans le Devonshire.

## Géographie
Elle est située dans le Devon central, dans le parc national de Dartmoor, entre Newton Abbot et Exeter.
La ville est contournée par l'A38 depuis 1972.

## Personnalités liées
- Teresa Helena Higginson (1844-1905), mystique catholique britannique, y est morte.
- James Rennell (1742-1830), géographe, océanographe et historien britannique, y est né.

## Galerie

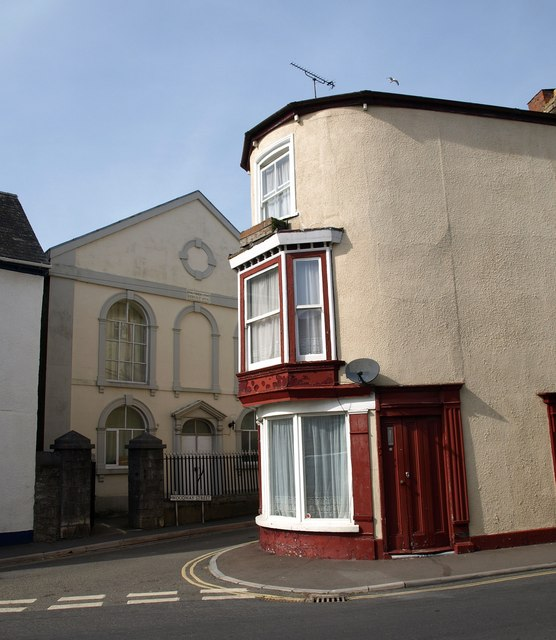
Une chapelle et une maison de Chudleigh
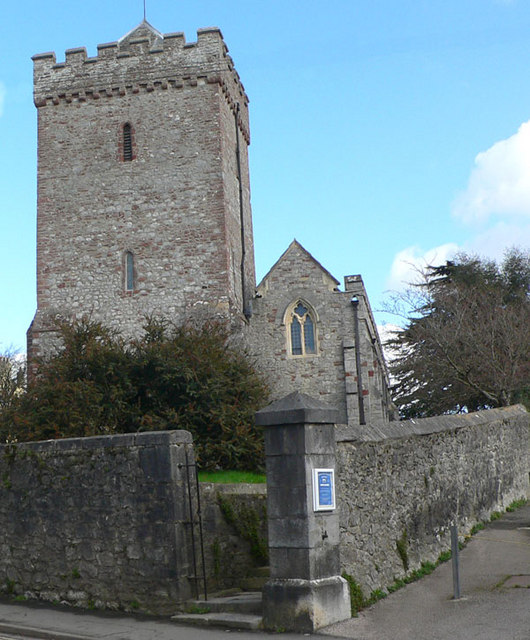
Église de Chudleigh